# Cauloramphus korensis
Cauloramphus korensis is een mosdiertjessoort uit de familie van de Calloporidae. De wetenschappelijke naam van de soort is voor het eerst geldig gepubliceerd in 2001 door Seo.